# Celerena cana
Celerena cana là một loài bướm đêm trong họ Geometridae.